# بيل مورغان
بيل مورغان (بالإنجليزية: Bill Morgan)‏ هو لاعب كرة قدم أمريكية أمريكي، ولد في 8 مايو 1910 في بورتلاند في الولايات المتحدة، وتوفي في 10 يوليو 1985 في كنبي في الولايات المتحدة.

## وصلات خارجية
- بيل مورغان على موقع مرجع كرة القدم المحترفة.كوم (الإنجليزية)